# Bohlen und Halbach

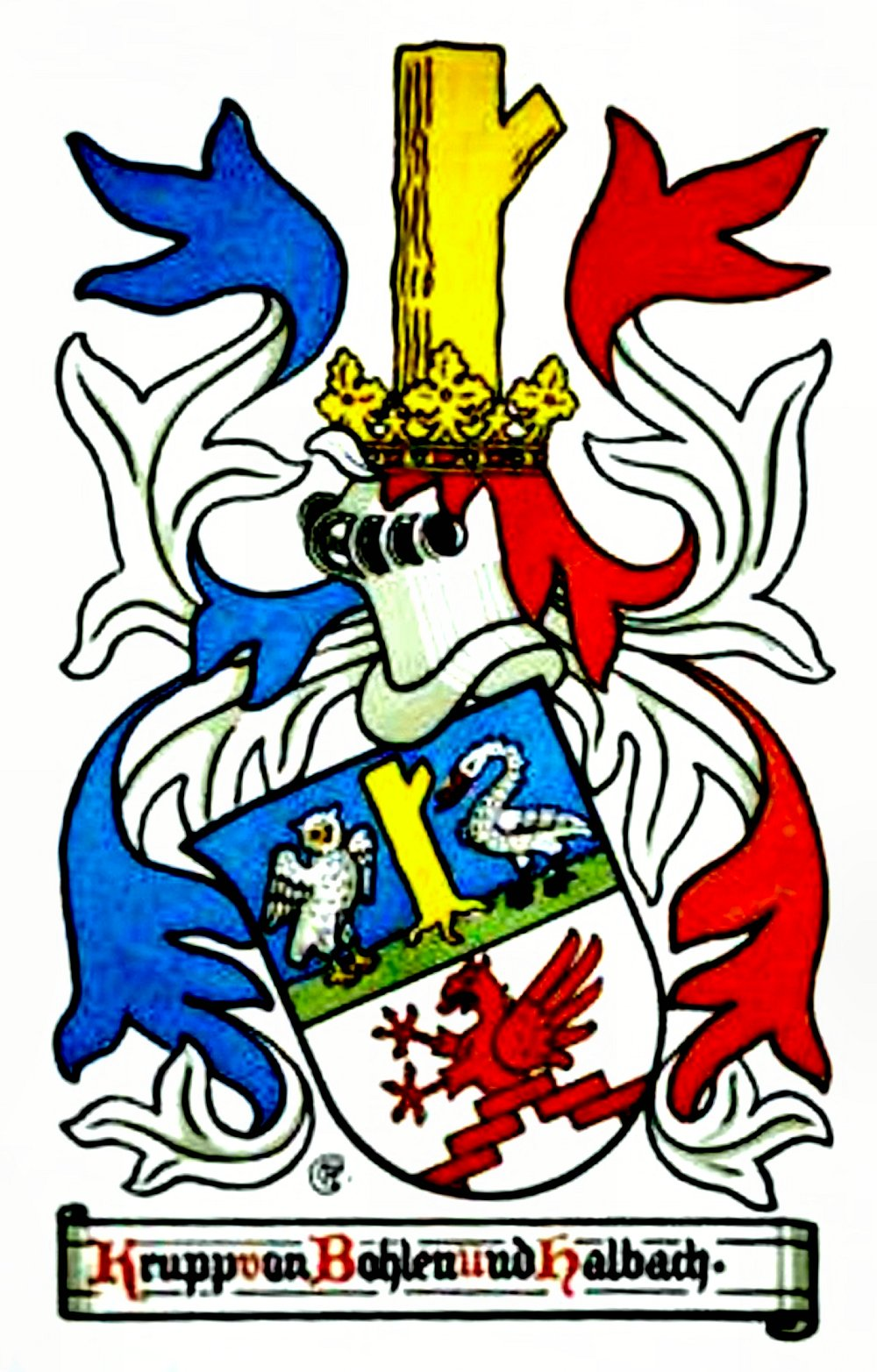
Familienwappen, Darstellung des Heraldikers Gustav Adolf Closs

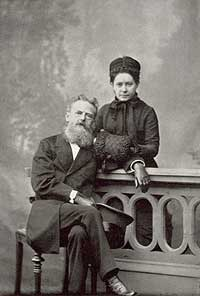
Gustav Halbach (1831–1890), 1871 nobilitiert, mit seiner Ehefrau Sophie, geb. Bohlen (1837–1915)

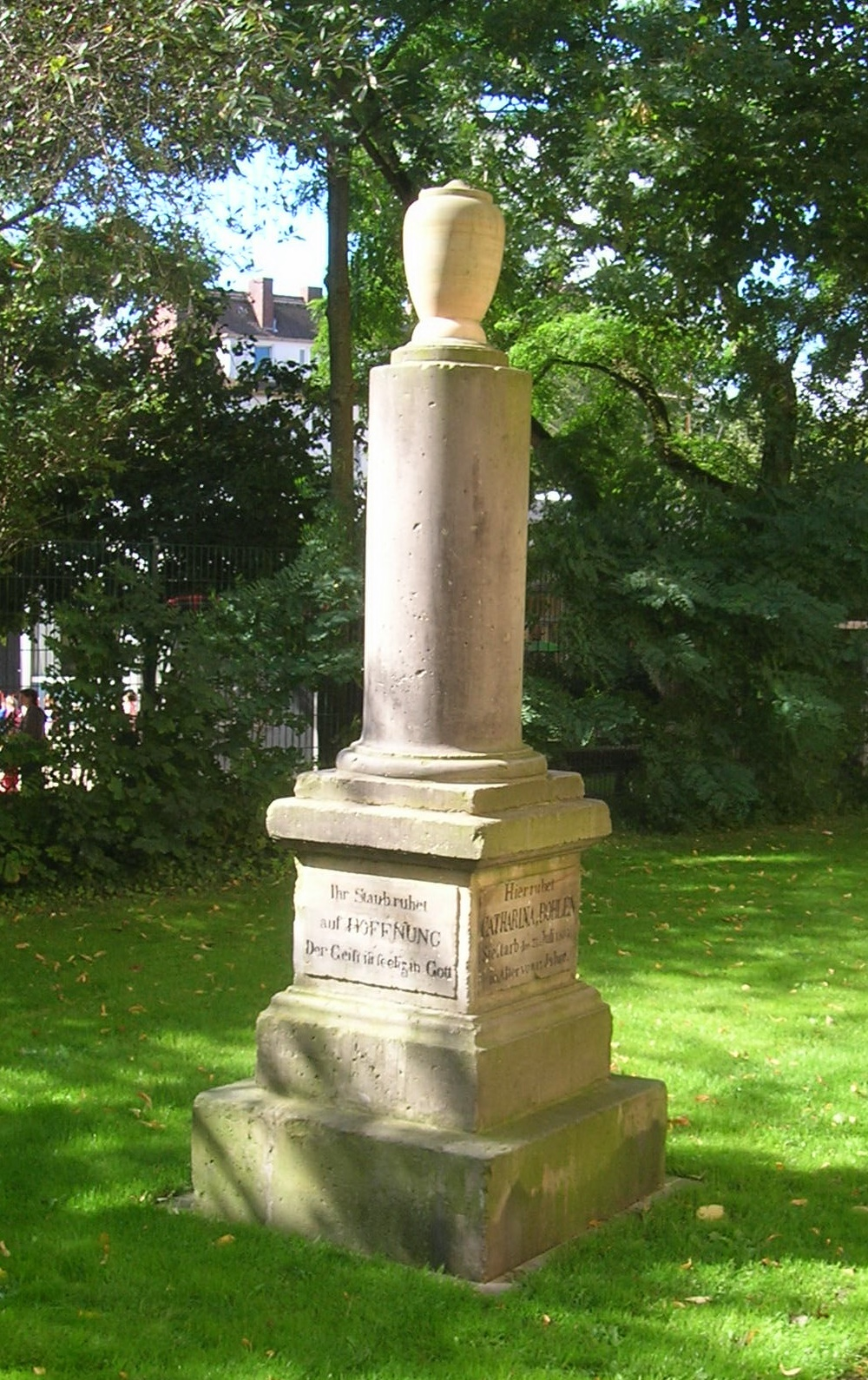
Stele für Catharina Bohlen († 1807), Stammmutter der Bohlen, Dionysiuskirche (Bremerhaven-Lehe)

Die Familie von Bohlen und Halbach ist in ihrer Verbindung mit der Familie Krupp eine der bedeutendsten deutschen Unternehmerfamilien.

## Geschichte

### Familie Halbach
Die Stammreihe der erst 1871 geadelten Familie beginnt mit Rorich von der Möllen, um 1500 genannt, wahrscheinlich Schwiegersohn des 1469–1490 bezeugten Gottschalk von der Möllen. Weiterhin sind bekannt: Johann Rawesmüller - Theiss Rawesmüller (Schöffe und Besitzer der Rausmühle am Eifgenbach, heiratet um 1580 Katharina NN). Ihr 7. Kind ist Merten Rawesmüller, der Clara, die Erbtochter heiratet und den Namen des Hofes annimmt. Zwei Erben sind bekannt: Theiss (1600–1674) sowie Johannes Halbach (* um 1613/14; begraben 6. April 1696), Hammerwerksbesitzer und Schöffe zu Lüttringhausen auf der obersten Halbach bei Remscheid. Johann Arnold Halbach (1745–1823) war wie sein Vater und sein Großvater ebenfalls Hammerwerksbesitzer. 
Der Diplomat Arnold Halbach (1787–1869) lebte bis 1838 im US-Staat Pennsylvania, wo er die Geschäfte des Königlich Preußischen Generalkonsuls wahrgenommen hatte. 1840 verlegten er und seine Frau Caroline Mathilde Bohlen (1800–1882) ihren Wohnort in das badische Mannheim. Sie wohnten im Palais Bretzenheim.
Ihr Sohn Gustav Halbach (1831–1890) war Hofzeremonienmeister in den Diensten des Großherzogs von Baden. 1862 heiratete er in Den Haag Sophie Bohlen (1837–1915), die Tochter von Henry Bohlen, der wiederum ein Halbbruder von Gustavs Mutter Caroline Mathilde war. Gustavs Schwester Mathilde (1823–1848) heiratete 1841 Graf Leopold Otto von Wartensleben (1818–1846) und war eine Ururgroßmutter von Beatrix, der ehemaligen Königin der Niederlande.

### von Bohlen und Halbach
Gustav Halbach erhielt am 20. April 1868 die Namensvereinigung Bohlen-Halbach. Am 14. August 1871 wurde er in den Adelsstand erhoben, erhielt eine Wappenmehrung mit dem Wappen der nicht verwandten uradeligen Familie von Bohlen und nannte sich danach von Bohlen und Halbach. Aus seiner Ehe mit Sophie geb. Bohlen (1837–1915) gingen zehn Kinder hervor: Arnold Heinrich (* 1863), Alwyn Gustav (* 1865), Harry Carlo (* 1866), Fritz Petil Borie (* 1868), Gustav Georg Friedrich Maria (* 1870), Karoline Emilie Sophie (* 1872), Emily Agnes Wilhelmine (* 1874), Kurt Bernhard Ernst Wilhelm Charles Lydus, Wilhelm Friedrich Hans und Sophie Adelaide Alwine. Dies führte zu einer Aufspaltung der Familie von Bohlen und Halbach in mehrere Familienzweige.

### Krupp von Bohlen und Halbach

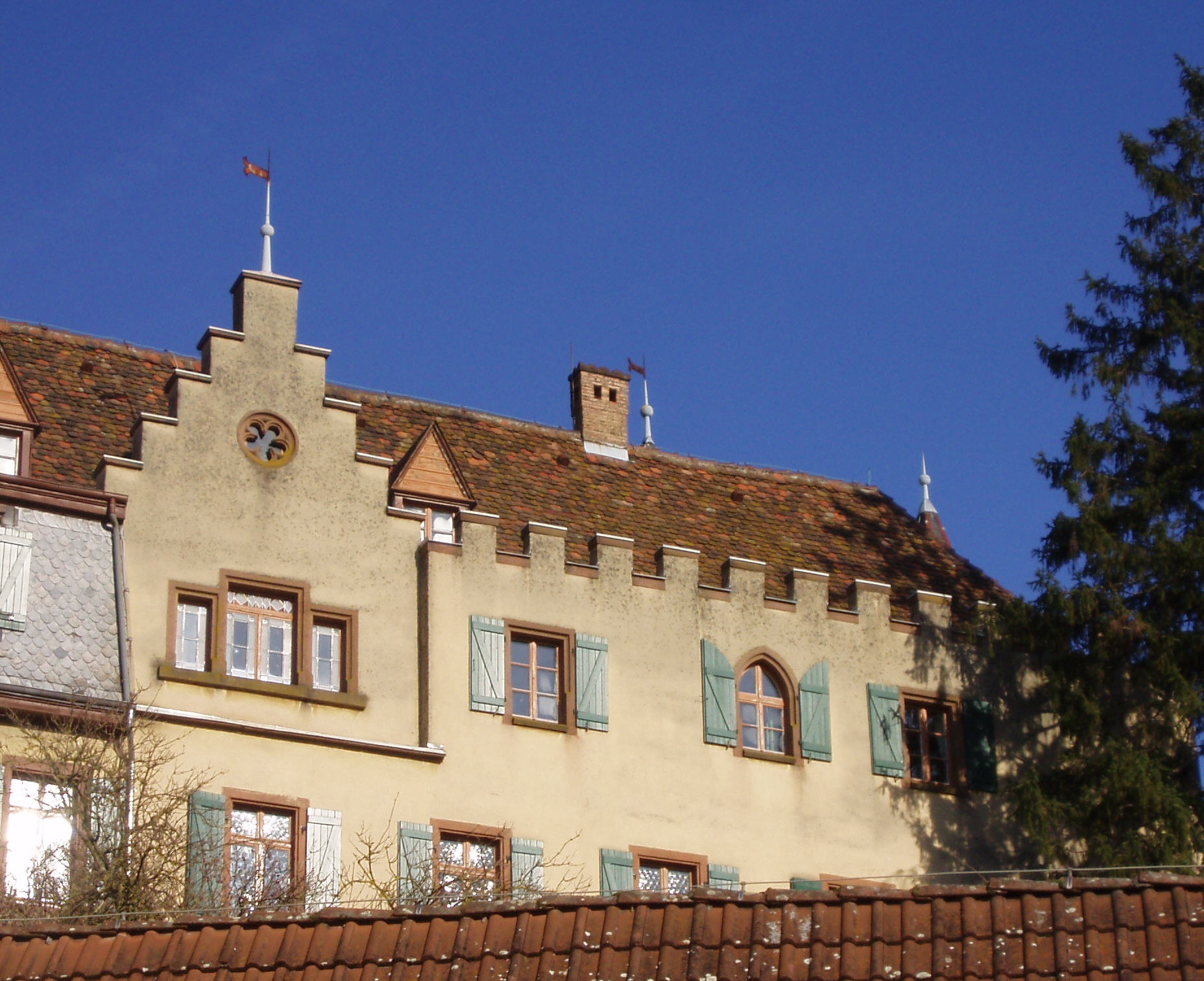
Schloss in Obergrombach aus dem 18. Jahrhundert

Die Linie Krupp von Bohlen und Halbach geht auf den fünften Sohn der Familie, Gustav Krupp von Bohlen und Halbach (1870–1950) zurück. Dieser heiratete 1906 Bertha Krupp (1886–1957), die älteste Tochter von Friedrich Alfred Krupp (1854–1902). Durch königlich preußischen Erlass wurde Gustav von Bohlen und Halbach und seinen unternehmensführenden Nachkommen das Recht gewährt, ihrem Familiennamen Bohlen und Halbach den Namen Krupp voranzustellen. Dieser Erlass schuf die Möglichkeit, dass – auch bei Endigung der direkten männlichen Linie – der Name „Krupp“ für die persönlichen Inhaber des Unternehmen Krupp erhalten blieb. Das 1943 von Adolf Hitler erlassene Lex Krupp schrieb diese Regelung ebenfalls fest. Der letzte direkte Erbe, Arndt von Bohlen und Halbach, hieß aus diesem Grunde nicht mehr Krupp von Bohlen und Halbach, weil er auf das Erbe und die Unternehmensleitung verzichtete.
Gustav und Bertha Krupp von Bohlen und Halbach hatten sechs Söhne und zwei Töchter. Der erstgeborene Sohn Alfried (1907–1967) übernahm die Leitung der Krupp-Dynastie. Am Ende seines Lebens verfügte er die Gründung einer Alfried Krupp von Bohlen und Halbach-Stiftung, die „Ausdruck der dem Gemeinwohl verpflichteten Tradition des Hauses Krupp“ sein sollte.
Mit dem Tod von Alfried Krupp von Bohlen und Halbach am 30. Juli 1967 ging sein gesamtes Vermögen auf diese Stiftung über. Dies wurde ermöglicht durch den Erbverzicht seines Sohns Arndt von Bohlen und Halbach. Der Stammsitz der Familie ist das Schloss und Burg Obergrombach im Bruchsaler Stadtteil Obergrombach, das Gustav von Bohlen-Halbach erwarb und das sich noch immer in Familienbesitz befindet.

## Wappen

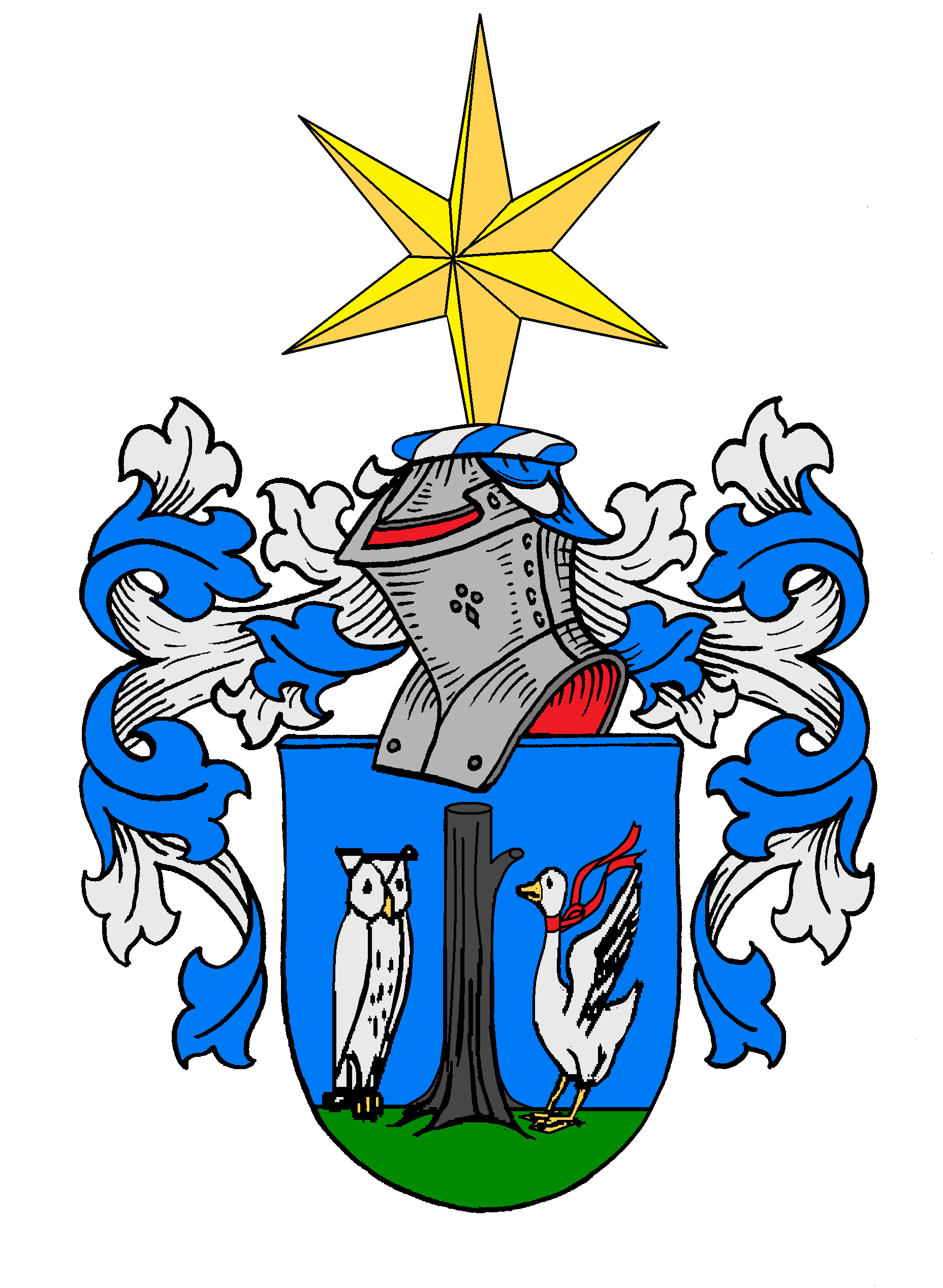
Stammwappen der Familie Halbach
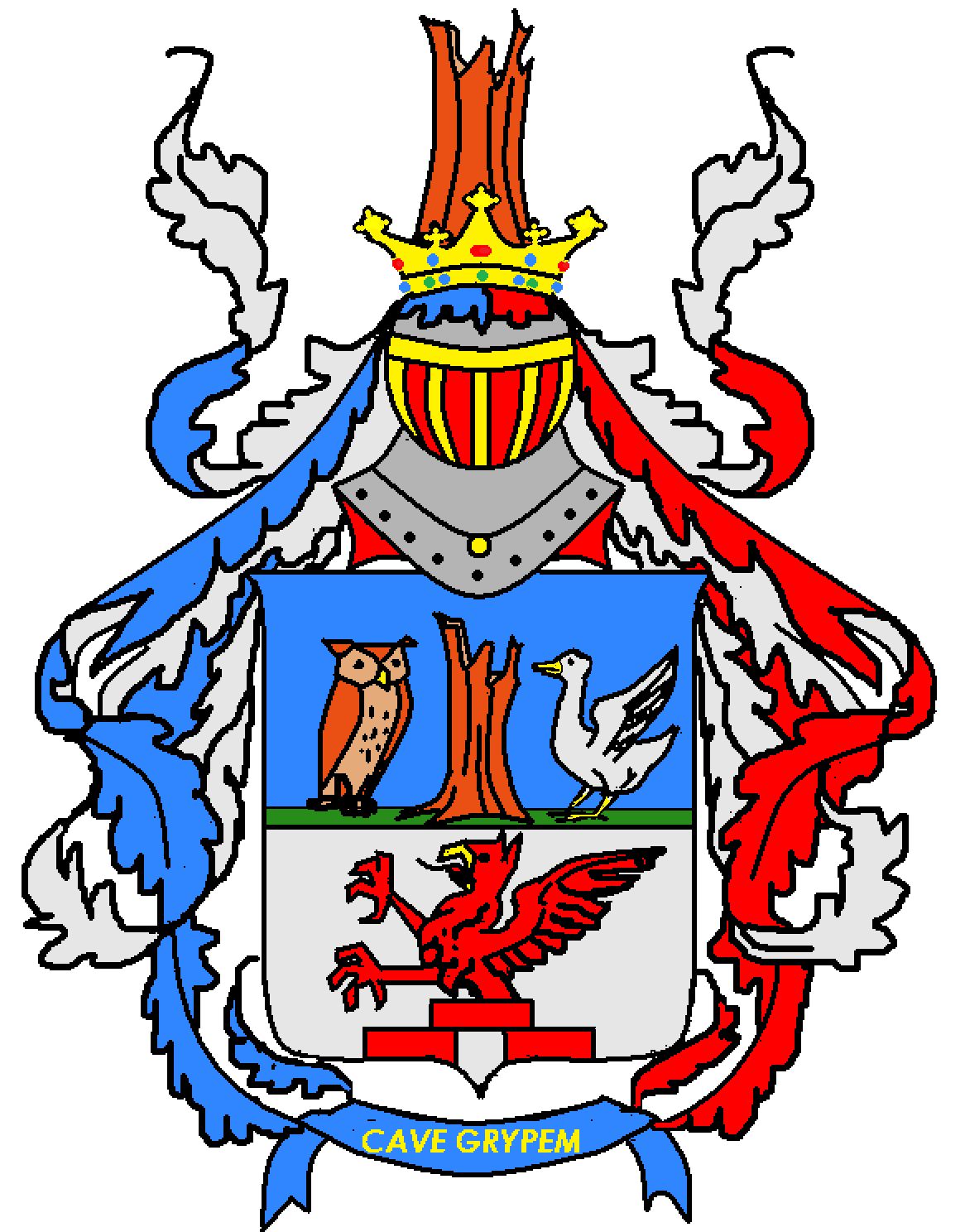
1871 anlässlich der Erhebung in den Adelsstand verliehenes Wappen der Familie von Bohlen und Halbach

Das Stammwappen der Familie Halbach zeigt in Blau auf grünem Boden einen schwarzen Baumstumpf, begleitet rechts von einer hersehenden silbernen Eule, links von einer silbernen Gans mit einer roten Bandschleife um den Hals. Auf dem blau-silbern bewulsteten Helm mit blau-silbernen Decken ein goldener Stern.
Das 1871 anlässlich der Erhebung in den Adelsstand verliehene Wappen ist von Blau über Silber geteilt. Oben steht zwischen einer einwärts gekehrten Eule und Gans ein natürlicher Baumstubben (= Stammwappen der Familie Halbach); unten ein aus einem rot durchbrochenen Mauergiebel wachsender roter Greif (= Wappen der uradeligen Familie von Bohlen). Auf dem Helm mit rechts blau-silbernen, links rot-silbernen Decken der Baumstubben. Wahlspruch (gleich dem der uradligen Familie von Bohlen): „Cave Grypem“ (lateinisch für „Hüte dich vor dem Greif“).

## Genealogie (Auszug)
Peter, Vormann auf der Halbach, genannt seit 1575, 1584–1603 als Schöffe, * um 1540, † 1612
Clara (Erbtochter) ⚭ Merten Rawesmüller auf der Halbach (dieser zeichnet später nur noch mit Merten uff der Halbach)
1. Johannes Halbach (1613–1686), Hammerbesitzer bei Remscheid
  1. Peter Halbach, ihm gehörte der Hof Kradenholl, dicht beim Sohlhof Halbach (1634–1687)
    1. Caspar Arnold Halbach (1673–1741)
      1. Johannes Halbach (1711–1789), Remscheid
        1. Johann Arnold Halbach (1745–1823), Betreiber der Halbach-Hämmer in Blankenstein
          1. Arnold Halbach (1787–1860), Diplomat ⚭ Caroline Mathilde Bohlen (1800–1882)
            1. Mathilde Halbach (1823–1848) ⚭ Graf Leopold Otto von Wartensleben (1818–1846), Ururgroßmutter von Beatrix der Niederlande
            2. Gustav (von) Bohlen-Halbach (1831–1890) Hofzeremonienmeister ⚭ Sophie Bohlen (1837–1915) und hatte aus dieser Ehe 10 Kinder, darunter:
              1. Gustav Krupp von Bohlen und Halbach (1870–1950) ⚭ Bertha Krupp (1886–1957), mit der er 8 Kinder hatte:
                1. Alfried Krupp von Bohlen und Halbach (1907–1967) ⚭ 1937–1941 Anneliese Lampert geb. Bahr (1909–1998), 1952–1957 Vera Knauer geb. Hossenfeld (1909–1967)
                  1. Arndt von Bohlen und Halbach (1938–1986) ⚭ 1969 Prinzessin Henriette von Auersperg (1933–2019)

                2. Arnold von Bohlen und Halbach (1908–1909)
                3. Claus von Bohlen und Halbach (1910–1940) ⚭ 1938 Sita von Medinger (1912–1997)
                4. Irmgard von Bohlen und Halbach (1912–1998) ⚭ 1938 Freiherr Johann (Hanno) Raitz von Frentz (1906–1941) und ⚭ 1952 Robert Eilenstein (1920–1986)
                5. Berthold von Bohlen und Halbach (1913–1987) ⚭ Freiin Edith von Maltzahn (1919–2009)
                6. Harald von Bohlen und Halbach (1916–1983) ⚭ Dorothea (Doerte) Hillringhaus (1934–2002)
                7. Waldtraut von Bohlen und Halbach (1920–2005) ⚭ 1942–1961 Henry Thomas (1912–1961) und ⚭ 1962 Walter Burckhardt
                8. Eckbert von Bohlen und Halbach (1922–1945)

## Weitere Personen
- Oliver von Bohlen und Halbach (* 1966), deutscher Neuroanatom, Neurobiologe und Hochschullehrer